# Alice Capsey
Alice Rose Capsey (* 11. August 2004 in Redhill, Vereinigtes Königreich) ist eine englische Cricketspielerin, die seit 2022 für die englische Nationalmannschaft spielt.

## Kindheit und Ausbildung
Capsey begann mit sechs Jahren beim Capel CC in Dorking mit dem Cricketspiel. Kurz darauf wurde sie bei Trials in die Jugendmannschaft von Surrey aufgenommen.

## Aktive Karriere
Als 15-Jährige stach sie heraus, als sie bei der Rachael Heyhoe Flint Trophy 2020 für die South East Stars spielte. Sie etablierte sich im nationalen Cricket und erhielt im Oktober 2021 einen Profi-Vertrag.
Ihr Debüt in der Nationalmannschaft gab sie im Juli 2022 in der WTwenty20-Serie gegen Südafrika. Daraufhin wurde sie für die Commonwealth Games 2022 nominiert und erzielte dort unter anderem gegen Südafrika ein Fifty über 50 Runs. Im September gab sie dann auch ihr Debüt im WODI-Cricket gegen Indien. Auch erhielt sie einen Vertrag für die Melbourne Stars in der Women’s Big Bash League 2022/23 und im November einen zentralen Vertrag mit dem englischen Verband. Im Dezember brach sie sich bei der Tour in den West Indies das Schlüsselbein, wurde jedoch dennoch für den im Februar stattfindenden ICC Women’s T20 World Cup 2023 nominiert. Dort gelang ihr in der Vorrunde gegen Irland ein Fifty über 51 Runs, wofür sie als beste Spielerin des Spiels ausgezeichnet wurde.